# Sényő
Sényő község Szabolcs-Szatmár-Bereg vármegyében, a Nyíregyházi járásban.

## Fekvése
A vármegye és egyben a Nyírség középső részén fekszik, a megyeszékhely Nyíregyháza közelében, a belvárosától mintegy 10 kilométerre keletre.

### Megközelítése
Csak közúton érhető el, Nyírtura vagy Napkor felől, a 4102-es úton. Az ország távolabbi részei felől a legegyszerűbben a 4-es, illetve a 403-as főutakon közelíthető meg, nyírturai letéréssel.

## Története
Sényő neve személynévből ered, azonban csupán a 14. század elejétől fogva említik. 1320-ban bukkant fel először, illetve keletkezett az az oklevél, amelyben Károly Róbert megerősítette a Kállayak egyik ősét birtokjogában, és ekkor említődik először településünk neve. A Zichy okmánytárban, a község 1378-ban "SEMIEN", a leleszi országos levéltárnak egy 1421. évi oklevele szerint "SYNEW", az Ibrányi család levéltára szerint 1480-ban "SERNEW" és "SENYEW" formában szerepel. Sényő előbb a Kállay, majd később a Zoltán családhoz tartozott. 1329-ben a Domokos család birtoka, ez a Domokos pedig a Sényői család őse volt. A Sényői család 1423-ban még bírta, de már akkor is osztozott a hasonló kisnemesi sorban lévő Bákai, Jékei és Téthi családdal. A 14. században sok kisnemesi birtokosa volt: a Zathi, Bogdányi, Kemecsei, Ibrányi, Senyey, Iklódi, Hetyey családok.
A falu történetét a vallástörténet határozta meg, ez a vallás pedig a református. A vallásgyakorlásban igen nagy jelentősége volt annak, hogy milyen vallású a földbirtokos. Amilyen vallású a földbirtokos, olyan vallású volt a falu lakossága is. Ez így volt kb. az 1900-as évekig, mert erre az időszakra tehető más vallások megjelenése. A községnek volt három földbirtokosa, néhány nemese és a lakosság 2/3-át jobbágyok tették ki. A jobbágyfelszabadítás táján 649 lakosa volt a településnek. A jobbágyfelszabadítás után a jobbágyok földhöz jutottak, és egy részük elkezdett gazdálkodni, a többiek pedig beálltak a földbirtokos uraságnál szolgálni. Három tanya volt a faluban, ahol a földbirtokosok szolgái éltek, ezek különböző foglalkozásúak voltak (kocsis, béres, kondás, gulyás, juhász).
1930-ban 1112 volt a lakosság létszáma. Sényő községről az 1900-ban megjelent Szabolcs Vármegye monográfiájában a következőt olvashatjuk:
Sényő kisközség, 85 házzal és 644 nagyobb részt római katolikus vallású lakossal. Postája Nyír-Bogdány és távírója Kemecse. A 18. század végén és a 19. század elején a Zoltán, Siposs, Borsy, Pap, Oláh, Somogyi, Vida és a Budaházy családnak volt itt birtoka, jelenleg pedig Leveleki Bélának. Három régi kúria is van a községben, melyek közül kettő Leveleki Béláé, a harmadik pedig Zoltán Istváné.
A Szabolcs Vármegye 1939-es kiadásában ez szerepel:
1875-ben Kállay birtok, 279 lélek alkotta a község lakosságát. Kisközség a nyírbogdányi járásban. Hozzá tartozik: Ilona-tanya, Kisharaszt-tanya és Zoltán-tanya. Területe 3197 kat. hold. Lakosainak száma 1112 (548 férfi, 564 nő), valamennyi magyar nyelvű és közülük 442 római katolikus, 270 görögkatolikus, és 359 református vallású. A lakóházak száma 148. A községben egy római katolikus és egy református elemi népiskola, egy római katolikus és egy református általános továbbképző működik. Lakosainak az őstermelés és az ipar ad megélhetést. A község állandó piaca Nyíregyháza.

## Közélete

### Polgármesterei
- 1990–1994: Lajsz Miklós (független)[3]
- 1994–1998: Lajsz Miklós (független)[4]
- 1998–2002: Pehely Zoltán (független)[5]
- 2002–2006: Pehely Zoltán (független)[6]
- 2006–2010: Pehely Zoltán (független)[7]
- 2010–2014: Pehely Zoltán (független)[8]
- 2014–2019: Pehely Zoltán (független)[9]
- 2019–2024: Pehely Zoltán (független)[10]
- 2024– : Szőke Ágnes (független)[1]

A 2024-es önkormányzati választás érdekessége volt a településen, hogy kilenc polgármesterjelöltet vettek nyilvántartásba, ami abban az évben országos rekord volt (a baranyai Nagydobszával és Szigetszentmiklóssal holtversenyben). [Nagydobszán egyébként eredetileg tízen jelöltették magukat, csakúgy, mint Győrben is, de egyikük (illetve Győrben két jelölt) nyilvántartásba vételét elutasították.]

## Népesség
A település népességének változása:
| Lakosok száma | 1414 | 1385 | 1381 | 1374 | 1330 | 1360 | 1377 |
|               | 2013 | 2014 | 2015 | 2021 | 2022 | 2023 | 2024 |

2001-ben a község lakosságának közel 100%-a magyar nemzetiségűnek vallotta magát.
A 2011-es népszámlálás során a lakosok 93,1%-a magyarnak, 0,4% cigánynak, 0,4% románnak, 0,3% ukránnak mondta magát (6,9% nem nyilatkozott; a kettős identitások miatt a végösszeg nagyobb lehet 100%-nál). A vallási megoszlás a következő volt: római katolikus 27%, református 26,9%, görögkatolikus 19,7%, evangélikus 1,4%, felekezeten kívüli 4,8% (19,3% nem válaszolt).
2022-ben a lakosság 93,5%-a vallotta magát magyarnak, 0,6% ukránnak, 0,2% románnak, 0,2% németnek, 0,1-0,1% horvátnak, ruszinnak, cigánynak és lengyelnek, 2,9% egyéb, nem hazai nemzetiségűnek (6,5% nem nyilatkozott; a kettős identitások miatt a végösszeg nagyobb lehet 100%-nál). Vallásuk szerint 19,9% volt római katolikus, 21,2% református, 15,2% görög katolikus, 1,1% egyéb keresztény, 1% evangélikus, 0,6% ortodox, 4,3% felekezeten kívüli (36,5% nem válaszolt).

## Külső hivatkozások
- Sényő Település honlapja
- Sényő az utazom.com honlapján